# Divine Comédie
Divina Commedia
Pour les articles homonymes, voir Divine Comédie (homonymie).
La Comédie (en italien Commedia [komˈmɛdja]), ou la Divine Comédie (Divina Commedia [diˈvina komˈmɛdja]), est un poème de Dante Alighieri écrit en tercets enchaînés d'hendécasyllabes en langue vulgaire florentine. Composée, selon la critique, entre 1303 et 1321, la Divine Comédie est l'œuvre de Dante la plus célèbre et l'un des plus importants témoignages de la civilisation médiévale. Connue et étudiée dans le monde entier, elle est tenue pour l'un des chefs-d'œuvre de la littérature.

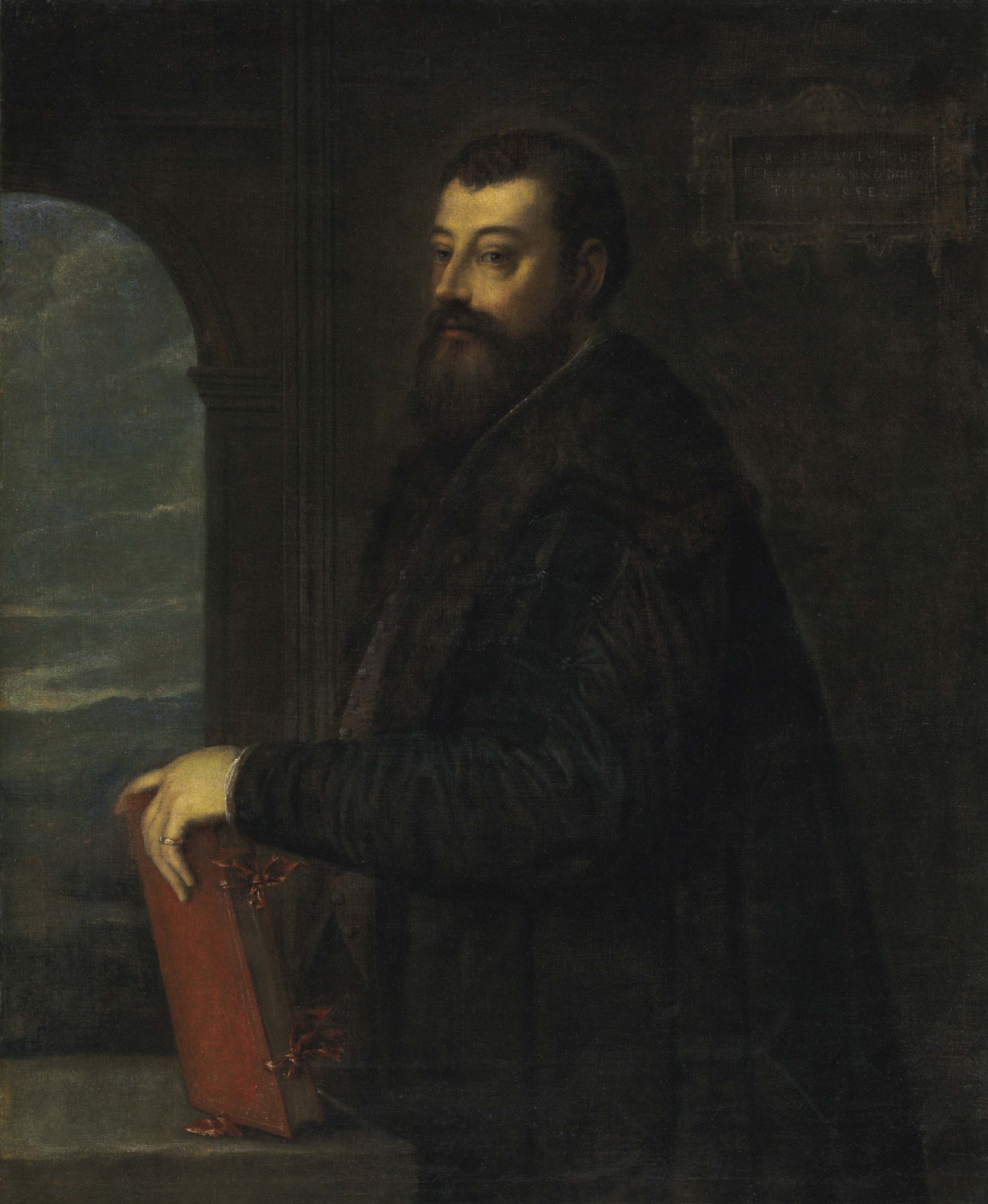
Gabriele Giolito de Ferrari (ici peint par Titien en 1554) donna pour la première fois, dans son édition imprimée à Venise en 1555, le titre « Divina » à la Comédie de Dante, qui restera ainsi jusqu'à nos jours.

La Divine Comédie est généralement considérée comme le premier grand texte en italien : la langue dans laquelle elle est écrite a eu une influence considérable sur l'idiome moderne de la péninsule. Pour écrire son œuvre, Dante a été très largement inspiré par le sanglant conflit qu'il a lui-même vécu en Italie, opposant les Guelfes (Guelfi) et les Gibelins (Ghibellini) (1125-1300). Du point de vue littéraire, Dante fait référence explicite à l’Énéide et à l'Apocalypse de Paul, les deux textes antiques les plus connus dans le genre des récits de voyage dans les Enfers.
Le poème est divisé en trois parties appelées cantiche (pluriel italien pour cantica) : Inferno (Enfer), Purgatorio (Purgatoire) et Paradiso (Paradis), chacune composée de trente-trois chants (excepté l'Enfer qui contient un chant préliminaire). Le poète narre un voyage à travers les trois règnes supraterrestres qui le conduira jusqu'à la vision de la Trinité. Sa représentation imaginaire et allégorique de l'au-delà chrétien est un sommet de la vision médiévale du monde développée par l'Église catholique romaine.
L'œuvre connut immédiatement un succès extraordinaire et contribua de manière déterminante au processus de consolidation du dialecte toscan comme langue italienne. Le texte, dont on ne possède pas l'autographe, fut copié dès les premières années de sa diffusion, et jusqu'à l'avènement de l'imprimerie, en un grand nombre d'exemplaires manuscrits. Parallèlement, se diffusa la pratique de la glose et du commentaire, donnant vie à une tradition de lectures et d'études dantesques jamais interrompue. L'étendue des témoignages manuscrits de la Commedia a constitué une difficulté majeure dans l'élaboration de l'apparat critique. On dispose aujourd'hui, en italien, d'une édition de référence réalisée par Giorgio Petrocchi et d'innombrables traductions en français et en d'autres langues.
Tout en recouvrant de nombreuses caractéristiques de la littérature et du style médiéval (inspiration religieuse, intention moraliste, langage et style fondés sur la perception visuelle et immédiate des choses), la Commedia, comme l'a notée Erich Auerbach dans Mimésis, est profondément innovante et tend vers une représentation large et dramatique de la réalité.

## Composition

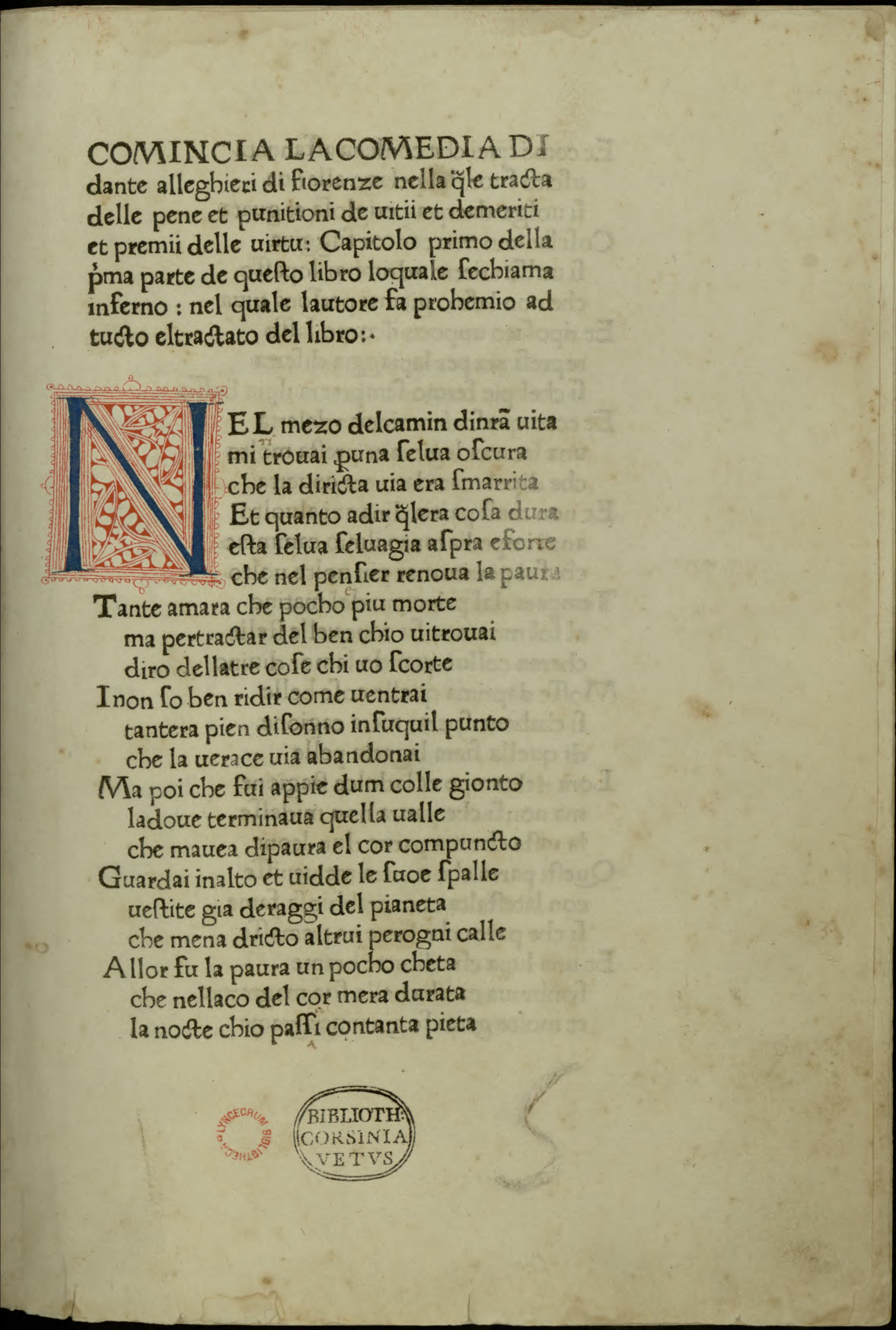
Frontispice de la première édition imprimée de la Divine Comédie, 1472 (imprimé par Iohanni Numeister)

### Titre
Le titre original fut probablement Commedia, ou Comedìa, du grec κωμῳδία / kômôidía. C'est en effet ainsi que Dante lui-même nomme son œuvre (Enfer XVI 128, Enfer XXI 2). Dans l'Epistola (dont la paternité dantesque n'est pas absolument certaine) adressée à Cangrande della Scala, Dante confirme le titre latin de l'œuvre : « Incipit Comedia Dantis Alagherii, Florentini natione, non moribus » (« Ici commence la Comédie de Dante Alighieri, florentin d'origine mais non de mœurs »). La lecture de cette lettre fournit deux raisons justifiant l'attribution de ce titre : l'une, de caractère littéraire, selon laquelle il était d'usage de définir par le terme de commedia un genre littéraire qui, après des débuts difficiles pour le personnage principal, connaît une fin heureuse ; l'autre, stylistique, puisque le mot commedia indiquait une œuvre écrite en langage médian. Ces deux aspects se retrouvent effectivement dans le poème : de la selva oscura, allégorie de l'égarement du poète, on passe à la rédemption finale, la vision de Dieu dans le Paradis ; en second lieu, les vers sont écrits en langue vulgaire et non en latin qui, bien qu'il existât déjà une riche tradition littéraire en lingua del sì, continuait à être considéré comme la langue par excellence de la culture.
L'adjectif « divina » fut utilisé pour la première fois par Boccace dans son Trattatello in laude di Dante (Petit Traité à la louange de Dante) (1373), environ soixante-dix ans après l'époque à laquelle le poète a vraisemblablement commencé la composition de son œuvre. La locution Divina Commedia, cependant, ne devint commune qu'à partir de la seconde moitié du XVIe siècle, lorsque Ludovico Dolce, dans son édition vénitienne de 1555, reprit le titre boccacien.
Le nom « commedia » (sous la forme comedìa) apparaît seulement deux fois à l'intérieur du poème (Enfer) que Dante qualifie de poema sacro (poème sacré) dans le Paradis.

### Contexte
La Divine Comédie se déroule « à la moitié du chemin de notre vie » (« Nel mezzo del cammin di nostra vita » : premier vers du Chant I ou Préambule général). Dante a précisément trente-cinq ans (l'espérance de vie étant faible au XIVe siècle, et cet âge correspondant au point culminant de la vie selon la Bible).

### Structure

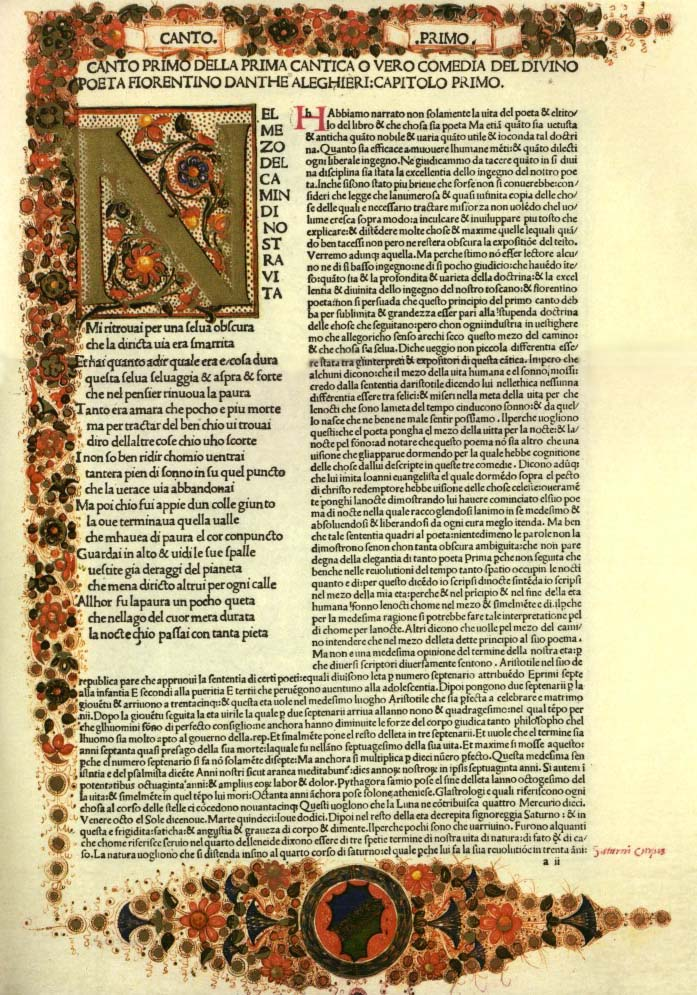
Première page d'une édition ancienne de la Divine Comédie.

La Divine Comédie est divisée en trois cantiques composés de trente-trois chants chacun (plus un chant inaugural placé dans l’Enfer). Ce découpage très précis traduit la symbolique des nombres : on distingue 100 chants (33 + 33 + 33 + 1). Ce chiffre 100 renvoie au chiffre « 1 » qui traduit l'unité, alors que la répétition du chiffre « 3 » est associé à la Trinité. Les chants présentent une forme dite terza rima (rime tierce), ou terza dantesca (tierce dantesque) faisant se succéder trois fois la même rime embrassée avec une autre suite de trois occurrences. Les vers hendécasyllabiques sont regroupés en tercets à rime enchaînée. Ainsi, les premiers vers de l’Enfer :
Nel mezzo del cammin di nostra vita — A
mi ritrovai per una selva oscura, — B
ché la diritta via era smarrita. — A
Ahi quanto a dir qual era è cosa dura — B
esta selva selvaggia e aspra e forte — C
che nel pensier rinova la paura! — B
Tant’ è amara, che poco è piú morte ; — C
ma per trattar del ben ch’io’ vi trovai, — D
dirò dell’altre cose ch’ i’ v’ ho scorte. — C

### Géographie

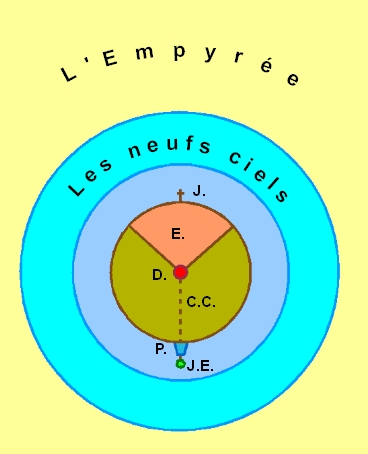
Ordonnance de l'Univers dans la Divine Comédie.
- J. : Jérusalem ; E. : L'Enfer ;
- D. : Le Diable ; P. : Le Purgatoire ;
- C.C. : Le chemin caché ;
- J.E. : Le jardin d'Éden.

Dans la Divine Comédie, la Terre est fixe au centre de l'Univers. Autour d'elle, tournent les neuf cieux :
- les sept cieux des planètes ;
- le ciel des étoiles fixes :
- le premier mobile (ou ciel cristallin).

Au-delà, se trouve l'Empyrée.
Le Diable est au centre de la Terre. Sa chute a creusé une cavité conique dont l'axe passe par Jérusalem ; c'est l'Enfer, compartimenté en neuf cercles :
- les cinq premiers cercles à l'extérieur de la cité de Dité ;
- les quatre derniers cercles à l'intérieur de la même cité.

Un chemin caché mène de la demeure du Diable à une île, diamétralement opposée à Jérusalem, où s'élève le Purgatoire ; celui-ci comprend :
- le rivage de l'île ;
- l'Antépurgatoire ;
- les sept terrasses.

Le Purgatoire est surplombé par le Jardin d’Éden.

## Argument
Le récit de l’Enfer, la première des trois parties, s'ouvre avec un chant introductif (qui sert de préambule à l'ensemble du poème) dans lequel le poète Dante Alighieri raconte à la première personne son égarement spirituel : il se représente « dans une forêt obscure », allégorie du péché, dans laquelle il se retrouve parce qu'il a perdu « la route droite », celle de la vertu (il faut se souvenir que Dante se sent coupable du péché de luxure lequel est toujours présenté, dans l’Enfer et le Purgatoire, comme le moins lourd des péchés). Cherchant à en trouver l'issue, le poète aperçoit une colline illuminée par la lumière du soleil ; tentant d'en sortir pour avoir une perspective plus large, son avance est entravée par trois bêtes féroces : une lonce (lynx), allégorie de la luxure, un lion, symbole de l'orgueil et une louve représentant l'avarice, les trois vices à la base de tous les maux. La frayeur que lui inspire la louve est telle que Dante tombe en arrière le long de la pente.
En se relevant il aperçoit l'âme du grand poète Virgile auquel il demande de l'aide. Virgile, « voyant qu'il pleurait », lui révèle que pour arriver au sommet de la colline et éviter les trois bêtes féroces, il faut prendre une route différente, plus longue et plus pénible, à travers le bien et le mal, et prophétise que la louve sera tuée par un mystérieux vautre,. Le poète se présente comme l'envoyé de Béatrice, la jeune femme (morte à seulement vingt-quatre ans) aimée par Dante, qui avait intercédé auprès de Dieu afin que le poète fût libéré de ses péchés. Virgile et Béatrice sont ici les allégories de la raison et de la théologie : le premier en tant que poète le plus sage de l'antiquité classique, la seconde parce qu'elle est un moyen d'accès vers le créateur (scala al fattore), selon la vision élaborée par Dante dans la Vita Nuova.
Depuis la colline de Jérusalem sur laquelle se trouve la forêt, Virgile conduira Dante à travers l'enfer et le purgatoire parce qu'à travers ce voyage, son âme pourra se relever du mal dans lequel elle était tombée. Puis Béatrice prendra la place de Virgile pour guider Dante au paradis. Virgile, dans le récit allégorique, représente la raison, mais la raison ne suffit pas pour arriver à Dieu ; la foi est nécessaire et Béatrice représente cette vertu. Virgile en outre n'a pas connu le Christ, il n'est donc pas baptisé et il ne lui est de ce fait pas permis de s'approcher du royaume du Tout-Puissant.

### L'Enfer
Virgile, mandé par Béatrice, qui vient chercher le poète, va le mener par l'Enfer, seule sortie de cette forêt. Dante et Virgile vont alors descendre à travers neuf cercles concentriques dans chacun desquels sont logés, par ordre de vice, les occupants de l'Enfer. Ici se succèdent des personnages célèbres, comme Virgile ou Ulysse, et des personnages côtoyés par Dante et envoyés en Enfer en châtiment de leurs péchés. Leurs supplices sont décrits, par ordre croissant à mesure que l’on descend vers le fond de l’Enfer, qui est aussi le centre de la Terre. Cette partie du voyage se termine par la rencontre avec Lucifer, sur lequel Dante et Virgile sont forcés de grimper pour sortir de l'Enfer, « et revoir les étoiles ». Dans la géographie dantesque l'Enfer se présente comme un abîme en forme d'entonnoir. Lucifer l'a creusé dans sa chute sous la ville de Jérusalem, c'est pourquoi il se trouve vissé au centre de la Terre. Les âmes des damnés sont envoyées selon leurs péchés dans l'un des neuf cercles infernaux. Plus leur faute est grave, plus ils tombent bas et plus leur châtiment est pénible. Les châtiments attribués sont en rapport (par analogie ou par contraste) avec le péché commis selon la loi du contrapasso.
Le véritable voyage à travers l'Enfer commence au Chant III (dans les précédents Dante exprime auprès de Virgile ses doutes et ses craintes au sujet du voyage qu'ils vont accomplir). Dante et Virgile se trouvent sous la ville de Jérusalem, devant la grande porte sur laquelle sont gravés les célèbres vers qui ouvrent ce chant. Le dernier : « Lasciate ogne speranza, voi ch'intrate » (« Laissez toute espérance, vous qui entrez »), inspire de nouveaux doutes et de nouvelles peurs à Dante, mais son maître, guide et ami lui sourit et le prend par la main car ils doivent désormais avancer. Dans ce lieu hors du temps et privé de lumière, l'Ante-enfer, errent pour toujours les indolents, ceux qui, dans la vie, n'ont pas voulu prendre position et sont maintenant considérés comme indignes aussi bien de récompense (Paradis) que de châtiment (Enfer) ; un peu plus avant, sur la rive de l'Achéron (premier fleuve infernal), se tiennent provisoirement les âmes qui doivent rejoindre l'autre rive, attendant que Charon, le premier gardien de l'Enfer, les pousse dans sa barque et les fasse traverser.
L'Enfer dantesque est imaginé comme une série de cercles numérotés, toujours plus étroits au fur et à mesure de leur succession dans la série, l'ensemble formant un cône renversé ; l'extrémité la plus étroite correspond au centre de la Terre et est entièrement occupée par Lucifer qui, mouvant ses immenses ailes, produit un vent glacial : la glace est la peine maximale. Dans cet Enfer, à chaque péché correspond un cercle et chaque cercle est plus profond que le précédent et plus proche de Lucifer ; plus lourd est le péché, plus grand sera le numéro du cercle auquel il renvoie.

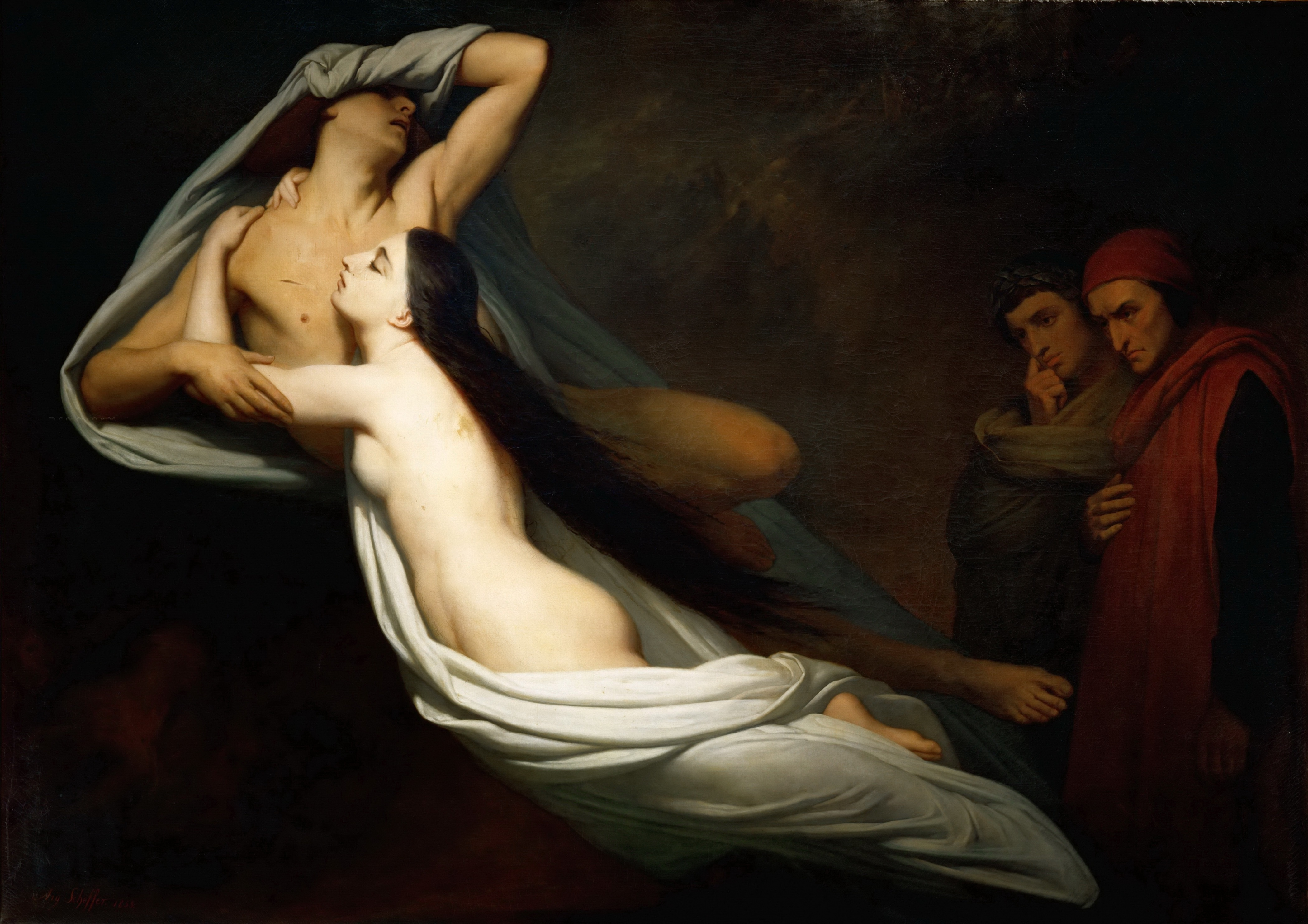
Les ombres de Francesca da Rimini et de Paolo Malatesta apparaissent à Dante et à Virgile, d'Ary Scheffer (version du Louvre, 1855).

Au-delà de l'Achéron se trouve le premier cercle, les limbes. Ici se trouvent les âmes pures qui ont vécu dans le bien mais n'ont pas reçu le baptême ; sont aussi ici — dans un lieu à part dominé par un « nobile castello » (un noble château) — les anciens « spiriti magni » (les plus grands esprits, dont fait partie Virgile lui-même), ceux qui accomplirent de grandes œuvres pour le plus grand bénéfice du genre humain. Après les limbes, Dante et son maître pénètrent dans l'Enfer proprement dit. À l'entrée se tient Minos, le second gardien de l'Enfer qui, en juge équitable, indique dans quel cercle infernal chaque âme devra expier sa peine. Passé Minos, Dante et Virgile se retrouvent dans le deuxième cercle, où sont punis les luxurieux : parmi eux se trouvent les âmes de Sémiramis, Cléopâtre et Hélène de Troie. Les vers du cinquième chant qui racontent l'histoire de la passion amoureuse de Paolo Malatesta et Francesca da Rimini sont restés particulièrement célèbres. Aux luxurieux, accablés par le vent, succèdent dans le troisième cercle les gourmands ; ceux-ci sont immergés dans une fange puante, sous une pluie sans trêve, mordus et griffés par Cerbère, troisième gardien de l'Enfer ; dans le quatrième cercle se trouvent ensuite les avares et les prodigues, divisés en deux groupes destinés à s'affronter éternellement en roulant des tas de pierres tout autour du cercle.
Dante et Virgile rejoignent ensuite le cinquième cercle, devant le Styx, dans les eaux boueuses duquel sont punis les coléreux et les indifférents. Les deux poètes sont transportés sur la rive opposée par la barque de Phlégias, quatrième gardien de l'Enfer. Là se dresse la cité de Dité (sixième cercle), dans laquelle sont punis les pécheurs conscients de leur péché. Devant la porte fermée de la ville, les deux amis sont bloqués par les démons et les Érinyes ; ils n'entreront que grâce à l'intervention de l'archange Michel et verront alors comme sont châtiés ceux « che l'anima col corpo morta fanno » (« qui font mourir l'âme avec le corps »), c'est-à-dire les épicuriens et les hérétiques parmi lesquels ils rencontrent Farinata degli Uberti, l'un des personnages de l'Enfer dantesque les plus fameux.
Au-delà de la ville, le poète et son guide descendent vers le septième cercle le long d'un ravin escarpé (« alta ripa »), au fond duquel se trouve le troisième fleuve infernal, le Phlégéthon, un fleuve de sang en ébullition. Ce fleuve constitue le premier des trois « girons » qui divisent le septième cercle ; y sont punis les violents parmi lesquels le Minotaure tué par Thésée avec l'aide d'Ariane. Sur l'autre rive du fleuve se trouve le second giron que Dante et Virgile rejoignent grâce à l'aide du centaure Nessos ; ici se tiennent les violents contre eux-mêmes, les suicidés transformés en arbustes secs, éternellement déchirés par les Harpies ; parmi eux se trouve Pier della Vigna ; dans le giron également sont les gaspilleurs, poursuivis et dévorés par des chiennes. Le troisième et dernier giron, est une lande brûlante où séjournent les violents contre Dieu, la nature et l'art mais aussi les blasphémateurs, les sodomites (parmi lesquels Brunetto Latini) et les usuriers. Dante consacrera un nombre important de vers, du Chant XIV au Chant XVII.
Après le septième cercle, Dante et Virgile descendent par un burrato (ravin) sur le dos de Géryon, le monstre infernal au visage humain, aux pattes de lion, au corps de serpent et à la queue de scorpion. Ils rejoignent ainsi le huitième cercle appelé Malebolge, où sont punis les fraudeurs. Le huitième cercle est divisé en dix bolges ; chaque bolge est un fossé circulaire. Les cercles sont concentriques, creusés dans la roche et descendant en terrasses vers le bas. À leur base s'ouvre le « Pozzo dei Giganti » (le « puits des Géants »). Dans les bolges sont punis les ruffians et séducteurs, adulateurs et flatteurs, fraudeurs et simoniaques, devins et ensorceleurs, concussionnaires, hypocrites, voleurs, conseillers fourbes — parmi lesquels Ulysse et Diomède. Ulysse raconte aux deux voyageurs son dernier périple ; Dante, qui ne connaissait pas la prédiction de Tirésias sur la mort d'Ulysse en invente la fin dans un gouffre maritime au-delà des colonnes d'Hercule, symbole pour Dante de la raison et des limites du monde. Se rencontrent encore les semeurs de scandale et de schisme et les faussaires — dont, dans la dixième boge, le « folletto » Gianni Schicchi ; enfin, les deux poètes accèdent au neuvième et dernier cercle, où sont punis les traîtres.
Ce cercle est divisé en quatre « zones », couvertes par les eaux gelées du Cocyte ; dans la première, appelée « Caina » (de Caïn qui tua son frère Abel), sont punis les traîtres à la parenté ; dans la seconde, « Antenora » (d'Anténor, qui livra le palladium de Troie aux ennemis grecs), se tiennent les traîtres à la patrie ; dans la troisième, la « Tolomea » (du roi Ptolémée XIII, qui, au temps de Jules César tua son hôte Pompée), se trouvent les traîtres à leurs hôtes, et enfin, dans la quatrième, « Giudecca » (de Judas, qui trahit Jésus), sont punis les traîtres à leurs bienfaiteurs. Dans l'Antenora, Dante rencontre le Comte Ugolin qui raconte son enfermement dans la « Torre della Muda » avec ses fils et leur mort de faim. Enfermement et mort ordonnés par l'archevêque Ruggieri. Ugolin apparaît dans l'Enfer autant comme un damné que comme un démon vengeur rongeant éternellement la tête de son bourreau. Dans la dernière zone se trouvent les trois grands traîtres : Cassius, Brutus et Judas ; leur peine consiste à être broyés par les trois bouches de Lucifer qui demeure en ces lieux.
Descendant le long de son corps velu, Dante et Virgile atteignent une grotte où ils trouvent quelque escalier. Dante est étonné de ne plus voir le dos de Lucifer et Virgile lui explique qu'ils se trouvent dans l'hémisphère austral. Quittant la « natural burella », ils prennent enfin le chemin qui les conduira à la plage du Purgatoire, à la base de laquelle ils sortiront bientôt « a riveder le stelle ».

### Le Purgatoire
Dante et Virgile ressortent sur la plage d'une île située de l’autre côté du globe terrestre. Ils aperçoivent alors le mont du Purgatoire, le long duquel montent les âmes des morts qui se sont repentis. Le mont est composé d'un Antépurgatoire et de sept « girons » où doivent attendre les morts, le même temps qu’ils ont mis à se repentir. Alors que des cris et des plaintes déchiraient l'Enfer, le Purgatoire résonne de mélodies. Les âmes arrivent en chantant le psaume « In exitu Israël de Aegypto ». Chaque pécheur occupe une place relative à son péché, qui lui est systématiquement rappelé tandis qu'on invoque pour lui l'exemple de personnes qui se sont distinguées dans la qualité contraire. Au fur et à mesure qu'ils expient leurs fautes, les pénitents peuvent gravir la montagne, jusqu'à ce qu'ils parviennent à l'entrée du Paradis. Les prières des vivants peuvent alors les aider à en ouvrir les portes.
- 1er cercle : les coupables du péché d’orgueil sont courbés par un poids sur leurs épaules
- 2e cercle : les coupables d’envie ont les yeux cousus de fil de fer
- 3e cercle : les coupables de colère sont plongés dans une fumée âcre et opaque
- 4e cercle : les coupables de paresse doivent marcher sans pouvoir s'arrêter
- 5e cercle : les coupables d'avarice sont face contre terre
- 6e cercle : les coupables de gourmandise sont amaigris et soumis au supplice de Tantale
- 7e cercle : les coupables de luxure doivent traverser un mur de flammes

Encore une fois, la montée est ponctuée des rencontres avec divers personnages connus de Dante ou plus célèbres (Arnaut Daniel, Adrien V, etc.). On peut noter que Dante place ses amis du dolce stil novo dans le Purgatoire. Arrivé au Paradis terrestre, en haut de la montagne, Virgile laisse Dante et retourne en Enfer. C’est Béatrice qui vient alors chercher le poète pour lui servir de guide, et « sortir vers les étoiles ».

### Le Paradis

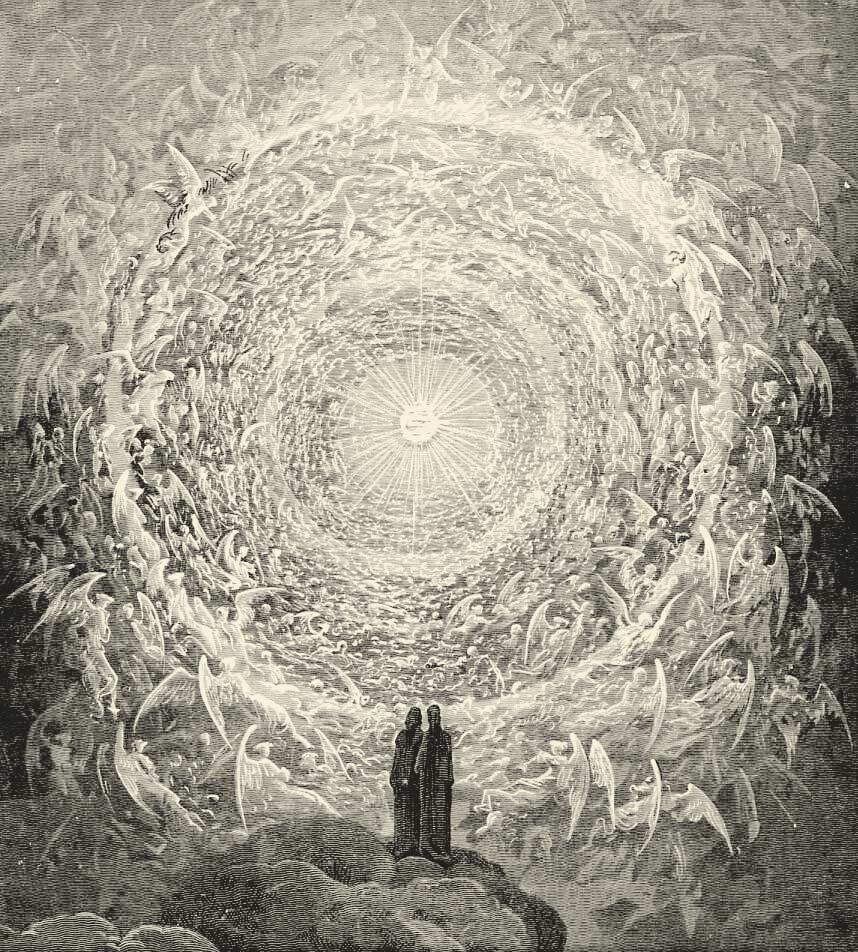
Rosa celeste : Dante et Béatrice contemplant l'Empyrée, illustration de Gustave Doré pour le Paradis

Cette partie du texte est dédiée à Cangrande della Scala. Beatrice Portinari, sa muse, fait passer Dante au Paradis, qui est construit à l'inverse de l'Enfer (neuf sphères concentriques dirigés vers le haut). Ici on croise de nombreux saints. Chaque sphère correspond en fait à un ciel (ciel de la Lune, de Mercure, de Vénus, etc.) dans lequel sont logés les hommes sans péchés selon leur mérite. À la fin du parcours les apôtres du Christ interrogent Dante, qui répond justement à leurs questions, et passe au dixième ciel ou Empyrée. Là, Béatrice le quitte et c'est saint Bernard de Clairvaux qui devient le dernier guide de Dante. Ce dernier adresse une prière à la Sainte Vierge et finalement Dante reçoit la révélation suprême de Dieu, l'« Amour qui meut le ciel et les étoiles ».

## Dans les arts et la culture populaire

### Histoire
- Dante écrit, dans le chant XX du Purgatoire, « Je fus appelé là Hugues Capet : de moi sont nés les Philippe et les Louis, par qui nouvellement est régie la France. Je fus fils d’un boucher de Paris. »[12]. Ces mots, que ne corrobore aucun texte antérieur, suscitent une rumeur qui traverse les Alpes et, dans le royaume de France, devient une chanson de geste populaire dès 1358-1360[13], reprise par François Villon au XVe siècle, puis, à la Révolution française, motive le jugement de Louis XVI sous le nom roturier de « Louis Capet »[14]. Certains ont affirmé que cette rumeur visait à discréditer la maison capétienne des princes de Sicile[réf. souhaitée], à laquelle la Divine Comédie reprochait le massacre des Vêpres siciliennes et l'exécution du jeune Conradin.

### Iconographie

#### Dessin
Franz von Bayros, surtout connu pour ses dessins à caractère érotique, a illustré l'œuvre en 1921.

#### Gravure
- Gustave Doré réalise une célèbre série de gravures de l'œuvre.

#### Peinture
- Au XVe siècle, Botticelli, célèbre peintre de Florence, réalisa sur commande 92 dessins sur parchemin à la pointe de métal, repris à l'encre et mis partiellement en couleurs[15] et destinés à illustrer l'œuvre de Dante.
- Par son côté initiatique, la Divine Comédie et ses trente-trois chants dans chacune des trois parties, a pu inspirer les fondateurs de la franc-maçonnerie au XVIIIe siècle.
- William Blake, poète et graveur anglais du XVIIIe siècle, sous commande effectue environ 100 tableaux inspirés par l'œuvre de Dante. Ces tableaux se retrouvent repartis dans des prestigieux musées britanniques.
- Eugène Delacroix prend la Divine Comédie comme sujet pour son premier tableau exposé au Salon, La Barque de Dante, en 1822.
- En 1850, William Bouguereau peint Dante et Virgile, représentant le chant XXX de l'Enfer.
- Salvador Dalí travailla dix ans sur 100 aquarelles dont les Éditions d'Art Les Heures Claires, Paris feront 4 765 gravures sur bois en 1963.

- En 1998, Georges Vriz présente une illustration complète (un tableau par chant) et résolument contemporaine de la divine comédie.

- Graba' a réalisé un cycle de 111 tableaux, La Divina Commedia, exposés en 2003 au Hall de l’Abbaye St Pierre à Gand.
- En 2006, trois peintres chinois achèvent un tableau de 6 m par 2,6 m intitulé Discussing The Divine Comedy With Dante (lit. « Discuter de la Divine Comédie avec Dante ») ; le tableau, réunissant 103 personnalités de diverses époque et civilisations, dont les trois artistes surplombant la scène avec Dante Alighieri, devient un mème sur internet[16],[17].
- En 2008, Jacques Villeglé donne le titre de La comédie urbaine dans son exposition qui rassemble plus d'une centaine d'œuvres au centre Pompidou.

### Illustration
- Le peintre espagnol Miquel Barceló réalise d'importantes illustrations de l'œuvre entre 2000 et 2002 qui seront exposées au Louvre en 2004[18].

### Sculpture

#### Monumental
Auguste Rodin finit en 1889 sa première Porte de l'Enfer directement inspirée de la Divine Comédie avant d'en compléter une seconde version plus abstraite en 1900 à l'occasion de l'Exposition universelle de Paris de la même année.

### Théâtre
- Romeo Castellucci, metteur en scène et plasticien italien, par ailleurs illustre représentant du « théâtre postdramatique », invité d'honneur au festival d'Avignon, donne une version librement adaptée de la trilogie de Dante, notamment en représentant l'Enfer sur la scène du Palais des papes avec une centaine d'acteurs dont des enfants âgés de 4 ou 5 ans ainsi que des chiens et des chevaux[19].
- En 1993, dans Commedia, la chorégraphe américaine Carolyn Carlson et sa troupe interpréteront une transcription de la Divine Comédie.
- Entre 2006 et 2009, le chorégraphe contemporain italien Emio Greco s'inspire librement de la Divine Comédie pour une trilogie de même nom.

### Architecture
- Le Palacio Barolo à Buenos Aires, un gratte-ciel édifié par l'architecte Mario Palanti en 1923, s'inspire de la Divine Comédie.

### Littérature

#### Bande dessinée
- L'inferno di Topolino de Guido Martina.
- Conte démoniaque, d'Aristophane, est une bande dessinée librement inspirée de l'univers de la Divine Comédie, éditée à l'Association (1996).
- Album illustré Inferno, de Marcel Ruijters, Editions The Hoochie Coochie, juin 2013.
- Dans Dante Shinkyoku (« La Divine Comédie de Dante »), Go Nagai adapte très fidèlement le récit de Dante, et intègre à la mise en page des illustrations directement inspirées des gravures de Gustave Doré. Il est disponible en version française depuis 2015 en 3 tomes aux éditions Black Box. Par ailleurs, son manga Devilman s'inspire fortement du récit de Dante.
- Dans les chapitres du manga Les Chevaliers du Zodiaque consacrés à Hadès, l'auteur Masami Kurumada s'inspire lui aussi des gravures de Doré, ainsi que du récit de Dante. La seconde partie de la saga Saint Seiya : Hadès est d'ailleurs intitulée Inferno[20],[21],[22].
- Le comics Spawn de Todd Mc Farlane s'inspire de l'œuvre et principalement du huitième cercle : l'adversaire principal du héros se nomme Malebolgia.
- Dans le manga One Piece, la grande prison d'Impel Down est une caricature des cercles infernaux de Dante.
- Dans le manga Soul Eater, le livre d'Eibon, dont le nom est lui même inspiré de l’œuvre de H.P. Lovecraft, dans lequel est enfermé Death the Kid est divisé en 7 chapitres dans lesquels les amis de Kid doivent affronter dans chaque chapitre un péché, tel les cercles de l'Enfer.
- Le roman graphique L'Accident de chasse (2020), de David L. Carlson et Landis Blair, raconte une histoire de rédemption par la littérature où l'Enfer de Dante joue une rôle particulièrement important, donnant lieu à de nombreuses illustrations de scènes issues de ce cantique de la Divine Comédie.

#### Roman
- Honoré de Balzac a choisi le titre de La Comédie humaine en référence à la Divine Comédie, dont il admire « la merveilleuse charpente d'idées sur laquelle le plus grand poète italien a construit son poème, le seul que les modernes puissent opposer à celui d'Homère »[23] et il ajoute en dédicace au prince de Teano : « Jusqu'à ce que je vous eusse entendu, la DIVINE COMÉDIE me semblait une immense énigme, dont le mot n'avait été trouvé par personne, et moins par les commentateurs que par qui que ce soit. Comprendre ainsi Dante, c'est être grand comme lui »[24].
- Victor Hugo fait plusieurs fois référence à la Divine Comédie dans son roman Notre-Dame de Paris. Par exemple, le chapitre Lasciate ogne speranza est nommé d'après la célèbre inscription sur la porte de l'enfer.
- Ossip Mandelstam, dans Entretien sur Dante, exprime en 1933, en partant de la Divine Comédie, sa conception personnelle de la poésie.
- Primo Levi dans Si c'est un homme (1947), cite régulièrement des passages de la Divine Comédie comme échappatoire, afin d'échapper à sa condition dans les camps de concentration allemands.
- Malcolm Lowry considérait lui-même son roman Au-dessous du volcan (1947) comme une sorte de Divine Comédie ivre.
- Dans Le Premier Cercle (1968) d'Alexandre Soljenitsyne, les protagonistes sont enfermés dans une prison soviétique mais bénéficient d'un traitement privilégié dû à leur travail scientifique.
- La Fin des temps, quatrième roman de Haruki Murakami (1985, trad. 1992) est largement inspiré de L'Enfer. Le narrateur, seul détenteur de la « clé des temps » a pour mission d'assister un vieux sage dans le décryptage d'un idiome international. Ce parcours initiatique l'entrainera au cœur de limbes obscures situées sous la ville de Tokyo, d'où il remontera par un escalier en colimaçon d'apparence infinie. L'auteur, grand amateur de tragédies grecques, et ayant vécu en Italie non sans raison, parcourt les différentes strates de la consciences humaine au fils de chacun de ses romans.
- Virgile, non, de Monique Wittig (1985, Éditions de Minuit), est une réécriture lesbienne et féministe de la Divine comédie de Dante. Wittig, le personnage principal, est guidé par son guide Manastabal dans les différents cercles de l'enfer qui doivent lui permettre de rejoindre sa providence.
- En 2000, Philippe Sollers publié La Divine Comédie, livre d'entretiens avec Benoît Chantre, aux éditions Desclée de Brouwer.
- Dans L'Âme du mal (2002) de Maxime Chattam, un tueur en série envoie des messages à la police contenant des citations de la Divine Comédie, le tueur s'inspire du voyage de Dante dans les enfers lors de ses meurtres.
- Le septième livre de la série Amos Daragon, Voyage Aux Enfers, reprend beaucoup d'idées de ce livre dont les cinq fleuves et les neuf niveaux des enfers.
- En 2005, après Dante, Balzac et Jacques Villeglé, Bernard Noël choisit le titre de Comédie intime pour la réunion de ses monologues réédités dans le volume Œuvres IV publié par P.O.L.
- Dante's Divine Comedy, romans de Sandow Birk et Marcus Sanders, illustrés par Sandow Birk. Dante et Virgile traversent l'Enfer, le Purgatoire et le Paradis contemporains. Un film d'animation, Dante's Inferno, est adapté du premier tome, avec les voix de James Cromwell et Dermot Mulroney.
- Marc-Edouard Nabe a écrit son roman L'Homme qui arrêta d'écrire (2010) comme une transposition de la Divine Comédie[25]. Il s'agit du parcours de l'auteur pendant sept jours à travers le Paris des années 2000, qui respecte la trame de la Divine Comédie.
- Dans Inferno de Dan Brown, sorti en 2013, le héros Robert Langdon doit faire face à un terroriste se basant sur la trilogie de Dante pour justifier ses méfaits.

### Musique

#### Classique
- 1849 : Franz Liszt, Après une lecture du Dante.
- 1857 : Franz Liszt, Dante Symphonie.
- 1876 : Piotr Ilitch Tchaïkovski, Francesca da Rimini, poème symphonique qui décrit la fin du chant V de l'Enfer : Après une sombre introduction décrivant le paysage désolé de l'Enfer, l'ouragan infernal tourmentant Francesca et son amant déferle avec fureur puis s'éteint, laissant le temps à Francesca de raconter au poète sa tragique histoire d'amour puis l'ouragan, encore plus violent, revient et l'emporte de nouveau dans son supplice éternel.
- 1900 : Serge Rachmaninoff, Francesca da Rimini.
- 1918 : Giacomo Puccini, Gianni Schicchi (Enfer, XXX, 22-48).
- 1963 : Per Nørgård, Labyrinthes, opéra.
- 1972 : Henry Barraud, La divine comédie, cantate pour cinq voix et 15 instruments.
- Dans les années 1970, la Divine Comédie fait l'objet d'une œuvre électroacoustique de grande ampleur en deux parties : l’Enfer de Bernard Parmegiani et le Purgatoire et paradis terrestre de François Bayle
- 1980 : Jan Hanuš, Labyrinthe, méditation dansée, op. 98.
- 1990 / 2004 : Alfredo Aracil, Paradisio I et II (extraits du livre XXVIII et du livre XXXIII).
- 2003-2005 : Didier Marc Garin, compositeur contemporain, s’est consacré pendant sept ans à la traduction de la Divine Comédie, publiée en 2003[26] et trame d'un opéra d'une durée de vingt-quatre heures dont il a entrepris la composition en 2005[27].
- 2001-2003 : Valéry Aubertin, 4e sonate du Deuxième livre d'orgue, composée entre 2001 et 2003 est constituée de trois mouvements (Enfer-Purgatoire-Paradis) ; sa structure reprend différents épisodes du voyage de Dante (Porte de l'Enfer, Paolo et Francesca, le cocyte...). L'œuvre a été enregistrée par Pierre Farago sur le CD paru chez Triton en 2006.
- 2004-2008 : Louis Andriessen, La Commedia, opéra filmé en cinq parties (textes de Dante et Vondel et extraits de l'Ancien Testament).
- 2006 : Robert W. Smith (musicien) (en), Symphonie no 1, The Divine Comedy.
- 2015 : Geoffroy Drouin, Il Paradiso, d'après la Divine Comédie de Dante, pour chœur et récitant. Commande de Radio France pour le Choeur de Radio France.

#### Populaire
- 1979 : Nino Ferrer publie l'album Blanat, essentiellement en langue anglaise, mais dont le premier titre, discrètement intitulé Introduction, met en musique l'extrait, en version originale italienne, consacré à la porte de l'Enfer.
- L'album Dante XXI de Sepultura lui est entièrement consacré.
- Le nom même du groupe Iced Earth est une subtile référence à la vision de l'enfer gelé de Dante. Sur leur troisième album Burnt Offerings, on trouve une chanson (longue de 16 minutes) intitulée Dante's Inferno retraçant le voyage de Dante.
- The Divine Comedy est un groupe de pop orchestrale nord-irlandais mené par l'auteur compositeur interprète Neil Hannon.
- Tangerine Dream a composé une trilogie d'albums intitulée La Divina Commedia. Les trois albums ont pour nom Inferno, Purgatorio (en deux disques) et Paradiso (en deux disques).
- M conclut sa chanson Est-ce que c'est ça ? tirée de l'album Mister Mystère par une traduction des derniers vers du Paradis : « L'amour, qui met en mouvement le soleil et les autres étoiles ».
- Dante’s Prayer de Loreena McKennitt est un morceau extrait de son album The Book of Secrets (1997). Il se retrouve dans un concert publié sous le titre de Live in Paris and Toronto et d'un autre publié en vidéo, Nights from the Alhambra (2007).
- Le groupe Septicflesh consacre la première chanson de l'album Codex Omega (en) intitulée Dante's Inferno à l'Enfer
- Les premiers vers de L'Enfer sont cités par David Hayter dans la chanson Go de la canadienne Grimes.
- L'album Chant IV de la musicienne expérimentale Golem Mecanique est directement inspiré et composé autour du Chant IV de l'Enfer.
- Le groupe sud-coréen CIX consacre tout leur univers à la Divine Comédie, de par les citations dans de nombreux clips[28],[29], dans leurs mini-films [30] mais aussi leurs illustrations de leur série d'EP Hello.
- Le musicien John Frusciante nomma son album studio de 2009 The Empyrean en référence à l'Empyrée, ciel le plus éloigné de la terre et théâtre du dernier chant de la Divine Comédie.

### Filmographie

#### Cinéma
- Francesca da Rimini de James Stuart Blackton, sorti en 1908.
- Francesca da Rimini de James Stuart Blackton, sorti en 1910 (remake du film de 1908).
- Francesca da Rimini de Ugo Falena, sorti en 1911.
- L'Enfer, film de 1911.
- L'Inferno, film de 1911.
- L'Enfer de Harry Lachman, sorti en 1935, le personnage principal est embauché dans un parc d'attraction qui reconstitue la vision de l'enfer de Dante.
- Exils, court métrage de Marc Scialom réalisé en 1966.
- Dans Peur sur la ville (1975) de Henri Verneuil, l'antagoniste dissimule son identité par diverses références à l’œuvre de Dante tout au long du film.
- Le film Seven de David Fincher (1996) fait référence aux Sept Péchés Capitaux et à la descente aux Enfers des protagonistes de l'histoire.
- Dante's Inferno: An Animated Epic film d'animation, sorti en 2010, inspiré du jeu vidéo Dante's Inferno
- Inferno, film de Ron Howard scénarisé par David Koepp tiré du roman Inferno, de Dan Brown.
- Dans The House that Jack Built, de Lars Von Trier, le personnage principal, tueur en série, est guidé par Verge (qui n'est autre que Virgile) à travers les Enfers. Le film reproduit également le tableau d'Eugène Delacroix, La Barque de Dante.

#### Télévision

##### Anime
- Dans l'épisode 2 de Sol Bianca the legacy intitulé La Reminiscencia fait référence à la Divine Comédie.

##### Documentaire
- 2006 : Dante de l'enfer au paradis réalisé par Thierry Thomas.
- 2022 : Dante, la divine politique réalisé par Jesus Garces Lambert.

##### Série
- Dans How I Met Your Mother, saison 5 épisode 22, Ted récite le début du premier vers du chant I en italien.
- Dans l'épisode 2 de la saison 10 de Esprits criminels, le tueur commet des meurtres en suivant les neuf cercles de l'enfer.
- Dans la saison 4, épisode 2, de Lucifer, Lucifer fait référence à l'enfer de Dante quand l'inspecteur Chloe Decker lui pose des questions au sujet de l'enfer. L'épisode s'appelle d'ailleurs L'enfer de Dante.
- Dans Malcolm, saison 3, épisode 21, Lloyd cite l'inscription de la porte des enfers : « Abandonne tout espoir toi qui entre ici ».

### Jeu

#### Jeux vidéo
- Le jeu vidéo Dante's Inferno est un beat them all retraçant une interprétation de l'histoire de Dante, de sa plongée en enfer à son affrontement avec Lucifer en passant par les neuf cercles où sont punies les âmes des damnés. Des modifications importantes, principalement aux niveaux scénaristique et artistique, ont été apportées pour les besoins du jeu (notamment quant à l'aspect guerrier de Dante, armé dans le jeu d'une faux squelettique arrachée à La Mort, illustrée dans le jeu par une Faucheuse.) Virgile guide dans cet opus Dante à travers les Malebolges, croisant d'illustres personnages (tels que Cléopâtre dans le cercle de la luxure) tout comme sa propre famille ; l'esprit du poème est cependant globalement respecté, son architecture vis-à-vis de l'œuvre comme l'ordre des péchés. Le jeu s'arrête après la rencontre de Dante et Lucifer, sa défaite et son accession au purgatoire (Virgile n'accompagnera alors pas Dante, au bénéfice de Beatrice).

- La série de jeux Devil May Cry reprend des éléments de la Divine Comédie. Le héros du jeu s'appelle Dante et son frère Vergil. Dans Devil May Cry 3, Dante et Vergil descendent dans l'enfer des démons.
- Ifrit, une des invocations récurrentes de la série de jeux vidéo Final Fantasy, dispose d'une puissante attaque nommée Divine Comédie. La scène l'accompagnant est inspirée de la symbolique de l'enfer : fournaise, bête à corne, etc.
- Final Fantasy IV met en scène plusieurs ennemis portant les noms de démons Malebranche : Scarmiglione, Cagnazzio, Barbariccia, Rubicante ou Calcabrina. Rubicante fait d'ailleurs une référence directe à l'Enfer, clamant que « même les vents glacés du neuvième cercle de l'Enfer ne peuvent pénétrer » son manteau de flammes.
- Dans Final Fantasy VIII, dans la citadelle d'Ultimecia, avant d'affronter le boss optionnel Minotaure est inscrit la phrase « vous qui pénétrez en ces lieux, perdez toute espérance ».
- Umineko no Naku Koro ni, un dōjin de type visual novel, possède des références de l’œuvre de Dante. Ainsi un personnage sera nommé Virgilia et aidera le héros à triompher de Béatrice qui tente de rejoindre la terre dorée, symbolique du Paradis. Ryūkishi07, l'auteur de cette œuvre, a lui-même précisé à l'Epitanime 2012 à Paris que ce n'était qu'une « référence banale » et non une inspiration poussée du chef-d’œuvre de Dante.
- Dans Metaphor: ReFantazio, un JRPG sorti en 2024 développé par Atlus et édité par Sega, le dernier affrontement se déroule face à un ennemi à 3 visages à l'allure démoniaque, une référence directe au portrait de Satan dans la divine comédie. Dans le combat, le boss a une mécanique particulière pour se régénérer : il mâche des serviteurs. C'est une nouvelle référence au poème original dans lequel Satan mange Judas Iscariote, Marcus Junius Brutus et Caius Cassius Longinus. De plus, le personnage que l'on affronte représente métaphoriquement Satan : de manière similaire à ce dernier, il tente d'usurper un pouvoir immense, proche de celui d'un dieu pour arriver à ses fins. Dans la poursuite de ses objectifs et sa quête de pouvoir, il abandonne toute humanité à un point où sa personnalité disparaît, le transformant en un monstre tel que décrit plus tôt, à 3 visages.

#### Jeux de rôle sur table
De nombreux aspects de la Divine Comédie ont pu influencer les univers des jeux de rôle sur table : l'esthétique infernale, mais aussi le voyage entre les plans, la ludification du salut et le symbolisme.
- La première inspiration de la Divine Comédie dans les jeux de rôle sur table est un article du Dragon Magazine (1977) par Gary Gygax sur les plans astraux dans l'univers de Donjons & Dragons[32]. Elle est ensuite reprise dans le Manuel des joueurs puis dans divers suppléments du jeu.
- Le supplément To Hell and Back de Role Aids, le module Inferno (1980) de Judges Guild et Inferno: Dante’s Guide to Hell (2021) offrent un cadre et un scénario basés sur l'Enfer dans un cadre médiéval fantastique.
- Le supplément Inferno (2003) pour l'édition française de Kult s'inspire un peu de Dante.
- Dans Shadowrun, Dante's Inferno est une immense boîte de nuit iconique de Seattle où les personnages peuvent recevoir leurs missions.
- Dans le Monde du Progrès du jeu SLA Industries, Dante est un monde de guerre où l'espérance de vie ne dépasse pas quelques minutes.
- Dans Wraith : Le Néant, Dante lui-même est l'auteur apocryphe d'une histoire de l'univers de jeu Historia Popularis Stygiae (“Une histoire populaire de Stygie”).

### En italien
On dispose d'une édition de référence réalisée par Giorgio Petrocchi. Elle est relue, et parfois légèrement amendée, dans l'édition bilingue La Comédie - Poème sacré de Jean-Charles Vegliante, parue en 2012 chez Gallimard (poésie/gallimard, 20142).
Deux éditions critiques ont été publiées plus récemment par Antonio Lanza (it) et Federico Sanguineti (it).

### Éditions et traductions anciennes en français
La Divine Comédie a fait l'objet d'un nombre considérable d'éditions, traductions et commentaires : 
- la première édition est de 1472, il en existe encore dix exemplaires (trois en France et sept aux États-Unis). En 1999, un exemplaire s'est vendu en France pour la somme de 777 500 euros.
- l'une des plus estimées est l'édition publiée à Rome par Baldassare Lombardi, 1791, et réimprimée en 1815 avec des notes.

Parmi les traductions en français, on estime au XIXe siècle celles de :
- Antoine de Rivarol (1783) ;
- Alexis-François Artaud de Montor (1811 et 1828, 9 volumes in-12, avec texte) ;
- Pier-Angelo Fiorentino, 1841 ;
- Auguste Brizeux, 1843 ;
- Victor de Saint-Mauris, 1853 ;
- Félicité de Lamennais, 1855 ;
- Jacques-André Mesnard, 1857, en prose.

La Divine Comédie a été mise en vers par :
- Balthazar Grangier[35] (1596) ;
- Henri Terrasson (1817) ;
- Antoni Deschamps (1830) ;
- Joseph-Antoine de Gourbillon (1831) ;
- Charles Calemard de Lafayette (1835) ;
- Eugène Aroux (1842) ;
- Jean Antoine de Mongis (d)  (1846) ;
- Louis Ratisbonne (1852-1857), dont une réédition sera richement illustrée par Gustave Doré ;
- Charles Bagot Cayley en a fait une traduction littérale en anglais (1851-1854).

### Traductions récentes
- André Pératé, La Divine Comédie, Paris, 1922-1923, réédition en 1971-1972.
- René-Albert Gutmann, La Comédie de Dante Alighieri de Florence. L’Enfer nouvellement traduit par René A. Gutmann. Édition décorée de gravures sur bois originales d’Hermann Paul, Léon Pichon, 1924[36]
- Alexandre Masseron, édition bilingue. Albin Michel (1947–50) 4 vol. (OCLC 757750), Le club français du livre (Illustrations de Botticelli, 1954), 3 vol. (rééd. 1964)
- Louise Espinasse Mongenet, les Libraires associés, traduction complète de la Divine Comédie. texte français et notes revus par Louise Cohen et Claude Ambroise et préfacé par Paul Renucci, 1965[37].Sa traduction de L'Enfer, éditée en 1912[38], puis celle en 1932, du Purgatoire[39] en 2 tomes[40], avaient reçues, chacune, le prix Langlois[41], et un éloge appuyé de Charles Mauras[42].
- Henri Longnon, traduction en alexandrins non rimés, accompagnée de 170 p. de  notes, éd. Classiques Garnier 1959, dernière réédition en 2019.
- Alexandre Cioranescu, Dante Alighieri: La Divine Comédie. Traduction, introduction et commentaire par Alexandre Cioranescu, 2 vol., Éditions Rencontre Société Coopérative, Lausanne, 1964, 1968[43]
- André Pézard est pour le XXe siècle le spécialiste français de Dante avec la publication en 1965 dans la Pléiade de l'œuvre complète traduite et commentée[44].
- Jacqueline Risset a publié une édition bilingue et commentée en trois volumes (en 1985, 1988 et 1990) de la Divine Comédie plusieurs fois rééditée.Édition reprise dans la collection « GF » [45] et par la nouvelle édition bilingue de La Divine Comédie parue en 2019 dans la collection de la Pléiade[46].
- Jean-Charles Vegliante, éd. bilingue, notices et postface : La Comédie (Enfer, Purgatoire, Paradis), Paris - Arles, Imprimerie Nationale - Actes Sud, 3 vol. 1996-2007. Trad. en vers.Nouvelle éd. revue, en un volume bilingue : La Comédie - Poème sacré, Gallimard-poésie, 2012.
- Marc Scialom a réalisé une traduction du poème pour l'édition des Œuvres complètes de Dante au Livre de poche en 1996 (collection « La Pochothèque »),  (ISBN 9782253132684), réédition en 2002.
- Didier Marc Garin, compositeur contemporain, s’est consacré pendant sept ans à la traduction de la Divine Comédie, publiée en 2003[26] et trame d'un opéra d'une durée de vingt-quatre heures dont il a entrepris la composition en 2005[47].
- Guy de Pernon, édition numérique bilingue de l’Enfer, traduction nouvelle en vers, 2011.
- René de Ceccatty, nouvelle traduction en vers de huit pieds et préface, éditions Points Poésie, 2017.
- Kolja Micevic, troisième édition commentée – les deux premières ayant été publiées à compte d'auteur, en vers triples (terza rima), illustrée par Vladimir Velickovic, Éditions Ésopie, 2018.  (ISBN 9791092404036).
- William Cliff, édition bilingue, traduction en décasyllabes non rimés, éd. La Table ronde, 2014 (L'Enfer) et 2021 (Le Purgatoire)
- Danièle Robert, nouvelle traduction en tierces rimes, édition bilingue, préfaces, notes et bibliographie, éditions Actes Sud : Enfer (2016), Purgatoire (2018), Paradis (2020).
- Michel Orcel, éd. bilingue, préf. Florian Rodari, avertissement du trad., La Dogana, Genève : L'Enfer (2018), Le Purgatoire (2020), Le Paradis (2021).
- Antoine Brea, L'enfer de Dante, mis en vulgaire parlure, à la fois traduction et travestissement de type burlesque, Le Quartanier, 2021[48].

### Études
- René Guénon, L’Ésotérisme de Dante, Paris, Ch. Bosse, 1925, nombreuses rééditions, dont Éditions Traditionnelles, 1949.
- Victoria Ocampo De Francesca à Béatrice, à travers la Divine Comédie, Éditions Bossard, 1926 (OCLC 11324180).
- Henri Hauvette, Dante : introduction à l'étude de la Divine Comédie, Paris, Hachette, 1919.
- Augustin Renaudet, Dante humaniste, Paris, Les Belles Lettres, 1952.
- Charles S. Singleton, Dante studies, Cambridge, Harvard University Press, 2 vol. 1954 et 1958.
- André Pézard, Dans le sillage de Dante, préface de Paul Renucci, Paris, Société d'études italiennes, 1971.
- Ossip Mandelstam, Entretien sur Dante, traduit du russe par Louis Martinez, Lausanne, L’Âge d’homme, 1977.
- Erich Auerbach, Écrits sur Dante, traduit de l’allemand et de l’anglais par Diane Meur, Paris, Éditions Macula, 1993.
- Valeria Capelli, La Divine Comédie – Entrée en lecture, traduit de l'italien par Hervé Benoît, Genève, éditions Ad Solem, 2003.
- Carlo Ossola, Introduction à la Divine Comédie, éditions du félin, 2016.
- Marie-Nicolas Bouillet (dir.) et Alexis Chassang (dir.), « Dante Alighieri », dans Dictionnaire universel d’histoire et de géographie, vol. 1 : A-G, Librairie Hachette, 1878 (lire sur Wikisource), p. 497.

### Bases de données et dictionnaires
- Ressource relative à la littérature :   - Internet Speculative Fiction Database
- Ressource relative à la musique :   - MusicBrainz (œuvres)
- Notices dans des dictionnaires ou encyclopédies généralistes :   - Britannica
  - Den Store Danske Encyklopædi
  - Gran Enciclopèdia Catalana
  - Larousse
  - Nationalencyklopedin
  - Store norske leksikon
  - Universalis
- Notices d'autorité :   - VIAF
  - BnF (données)
  - IdRef
  - LCCN
  - GND
  - Espagne
  - Israël
  - Catalogne
  - Suède
  - Vatican
  - Australie
  - Norvège
  - Croatie
  - Tchéquie